# 정주원
정주원(1986년 2월 1일 ~ )은 대한민국의 성우로, 2013년 대원방송 성우극회 공채 4기로 입사했다. 인하대학교 경제학과를 나왔었다. 첫 데뷔작은 도라에몽 16기.

## 출연 작품

### 애니메이션
- 공룡메카드 (KBS1) - 아렌
  - 극장판 공룡메카드: 타이니소어의 섬 - 아렌, 메가스피노
- 나의 히어로 아카데미아 - 다비
- 달의 요정 세일러문 S - 아육상, 토마스
  - 달의 요정 세일러문 SS - 호크스 아이
- 도라에몽 16기(데뷔작)
- 도라에몽 극장판 시리즈
  - 더☆도라에몽즈 이상한 과자한 오카시나나? - 엘 마타도라
  - 더☆도라에몽즈 두근두근 기관차 대폭주! - 엘 마타도라
  - 더☆도라에몽즈 위기일발, 스페이스랜드! - 엘 마타도라
  - 극장판 도라에몽: 진구의 결혼전야 - 이슬이 아빠
  - 극장판 도라에몽: 진구의 시공여행 - 보좌관
  - 극장판 도라에몽 진구의 아프리카 모험: 베코와 5인의 탐험대 - 버나드
  - 극장판 도라에몽: 진구의 우주영웅기~스페이스 히어로즈~ - 하이드
- 드래곤볼Z 카이 3기 - 야무 외 각종 단역
- 마이펫의 이중생활, 마이펫의 이중생활 2
- 명탐정 코난 18기(투니버스) - 오신수
- 소년탐정 김전일 Original 시리즈
  - 소년탐정 김전일 Original 3기 - 각종 단역
  - 소년탐정 김전일 Original 스페셜 흡혈귀 전설 살인사건 - 카이타니 마사오
  - 소년탐정 김전일 극장판 오페라 극장 살인사건 - 경찰
- 소년탐정 김전일 R 시리즈
  - 소년탐정 김전일 R 홍콩 구룡 보물 살인사건 - 김용동
  - 소년탐정 김전일 R 연금술 살인사건 - 후지모리 아키라, 마야무라 타쿠야
  - 소년탐정 김전일 R 고쿠몬 학원 살인사건 - 코노에 모토히코
  - 소년탐정 김전일 R 하야미 레이카와 초대받지 않은 손님
  - 소년탐정 김전일 R 만 미터 상공에서 일어난 살인 - 코가네이 마모루
  - 소년탐정 김전일 R 캠핑장에서 일어난 괴사건 - 오카자키 코지로
  - 소년탐정 김전일 R 켄모치 형사의 살인 - 아오이 레이지
  - 소년탐정 김전일 R 게임관 살인사건 - 타카라기 시게루
- 스마일 프리큐어 - 학생회장, 김준서
- 스즈메의 문단속 - 무나카타 소타
- 신 도라에몽 6기
- 왕괴짜 돈만이 3기
- 우주로봇 씨어 - 버그
- 원피스 Original 10기 - 브린드
- 원피스 Original 11기 스릴러 바크 편 - 드랭, 교로, 개펭귄, 타라란
- 원피스 Original 12기 샤본디제도 편 - 갸로 / 유스타스 키드 / 차를로스 성
- 원피스 Original 12기 part2 여인섬 편 - 하레다스
- 원피스 Original 13기 임펠다운 편 - 한나발 / 크로커다일 / 헤라클레슨
  - 원피스 스탬피드 - 유스타스 키드 / 도널드
- 유희왕 ARC-V - 내레이션, 허도치
- 빌리와 용감한 녀석들: 치킨 히어로 - 쿨꽥제이
- 짱구는 못말려 극장판: 엄청 맛있어! B급 음식 서바이벌! - 공레오
- 짱구는 못말려 극장판: 정면승부! 로봇아빠의 역습 - 고단해, 컨탐주니어
- 킹 오브 프리즘 - 이치죠 신
- 텐카이나이트 - 글렌 아빠, 브루투스, 가디언 제피로스
- 토이캅 (KBS2) - 포돌이 / 티피
- 포켓몬스터 썬&문 (투니버스) - 로토무 도감, 키아웨, 루가루암, 카푸꼬꼬꼭
- 페어리 테일 시리즈
  - 페어리 테일 6기 대마투연무 편 - 로그 체니, 나루푸딩, 라비앙
  - 페어리 테일 7기 이클립스 편 - 오오스케, 미래에서 온 로그, 피오레 왕국 병사
- 퓨로보이즈 (KBS kids) - 하세가와 코타
- 해피해피 다마고치! - 파파마메치, AD치, 다마스쿨, 도게치, 지다이게키치
- 달빛궁궐 - 매화정령(버섯)
- 보스 베이비
- 스머프: 비밀의 숲
- 레고 히든사이드 - 잭
- 마블 퓨처 어벤져스 (디즈니채널) - 카이
- 헬로 카봇 뱅 (SBS) - 로더
- 또봇: 대도시의 영웅들 (투니버스) - 또봇 A
- 캐치! 티니핑 - 꽁꽁핑
- 12영웅전사 - 강돌(개), 빛의 신
- 배드 가이즈 - 피라냐
- 괴도 조커 (카툰네트워크) - 서경태
- 토이캅 (KBS 2TV) - 티피, 포돌이

### 특촬물
- 가면라이더 시리즈
  - 가면 라이더 VS 파워레인저 슈퍼히어로 대전
  - 가면라이더 포제 - 문인태 / 유니콘 조디아츠, 나진상 / 픽시스 조디아츠, 양호섭, 표인구 / 링크스 조디아츠, 이중재 / 시그너스 조디아츠, 안용수 / 아리에스 조디아츠
    - 극장판 가면라이더 포제 - 다함께 우주 떴다! - 최영식

  - 가면라이더 위저드 - 나순철, 김현중
    - 극장판 가면라이더 위저드 & 포제 MOVIE 대전 얼티메이텀 : 악마의 부활 - 나순철, 이빌
    - 극장판 가면라이더 위저드 IN MAGIC LAND - 나순철

  - 가면라이더 드라이브 - 백전진/가면라이더 드라이브
    - 극장판 가면라이더 고스트 & 드라이브 초 MOVIE 대전 제네시스 - 백전진/가면라이더 드라이브

  - 가면라이더 제로원 - 백현성/가면라이더 사우저
- 파워레인저 시리즈
  - 파워레인저 다이노포스 - 데보 파티시에(5화), 데보 미로미로(8화), 캄브리 마, 데보 싹뚜기(13화), 데보 슈팅스타(17화, 18화, 21화), 데보 그림자 닌자(27화), 사회자(30화), 데보 바캉스(31화), 뷰티풀 조리마(38화), 데보 가짜 산타 2, 데보 가짜 산타 5 (41화, 42화), 슬픔의 지휘자 아이스론도(43화)
    - 극장판 파워레인저 다이노포스VS고버스터즈 공룡 대결전! ~안녕, 영원한 친구여~ - 보이
    - 돌아온 파워레인저 다이노 포스 100 Years After 데보 여름이니까 뭐

  - 파워레인저 트레인포스 - 혀기 나이트,보틀쉐도우
  - 파워레인저 애니멀포스 - 터스크/엘리펀트 레인저
- 엑스가리온 - 미세먼지몬

### 외화
- 피노키오의 모험
- 캡틴 아메리카: 시빌 워 - 에버렛(마틴 프리먼)
- 블랙 팬서 - 에버렛(마틴 프리먼)
- 저 결혼 못 하는게 아니라, 안 하는 겁니다 - 하시모토 료타로

### 노래
- 가면라이더 위저드 오프닝 - Life is SHOW TIME

### 드라마 CD
- 기형도 (ACO) - 한재민
- 744 Hours (ACO) - 한민영
- 모멘텀 (ACO) - 칼로 콘스탄틴
- Summer in Bloom (블룸) - 김준희
- Winter in Bloom (블룸) - 김준희
- 반칙 (ACO) - 자한
- 봄비, 그리고 (야해) - 정현우

### 공연
- 로맨틱 테이블 ~ The Romantic Table 2016 ~
- 썸머 베케이션 인 블룸 - Summer Vacation in Bloom
- 윈터 베케이션 인 블룸 - Winter Vacation in Bloom

### 게임
- 쿠키런 킹덤-웨어울프맛 쿠키
- 원신- 케이아
- 애프터라이프-모리